# Antipathes atlantica
Antipathes atlantica är en korallart som beskrevs av Gray 1857. Antipathes atlantica ingår i släktet Antipathes och familjen Antipathidae. Inga underarter finns listade i Catalogue of Life.